# Aeropuerto Internacional del Kilimanjaro
El Aeropuerto Internacional del Kilimanjaro (IATA: JRO, OACI: HTKJ) es el segundo, así como más pequeño aeropuerto internacional de Tanzania (el primero es el Aeropuerto Internacional Julius Nyerere). Atiende la zona del Kilimanjaro incluyendo las ciudades de Arusha y Moshi cerca del Monte Kilimanjaro, y el turismo internacional con base en el Monte Kilimanjaro, el parque nacional Arusha, el Cráter Ngorongoro, y el parque nacional del Serengueti. El aeropuerto se denomina a sí mismo "la puerta de entrada a la vida salvaje de África". 
Muchos de los visitantes internacionales también van a los parques nacionales de Kenia, a la costa del Océano Índico y a islas como Zanzíbar, y al Lago Victoria, que se refleja en las rutas de los vuelos de conexión. A pesar de su reducido tamaño, el aeropuerto puede atender a aviones como el Boeing 747. El aeropuerto atendió a 294.750 pasajeros en 2004. 

## Aerolíneas y destinos
| Aerolíneas            | Destinos                                                       |
| --------------------- | -------------------------------------------------------------- |
| Airkenya Express      | Nairobi–Wilson                                                 |
| Air Tanzania          | Dar es-Salam, Entebbe, Zanzíbar                                |
| Coastal Aviation      | Arusha, Lago Manyara, Mwanza, Seronera, Zanzíbar               |
| Discover Airlines     | Fráncfort                                                      |
| Edelweiss Air         | Zúrich                                                         |
| Ethiopian Airlines    | Adis Abeba                                                     |
| flydubai              | Dubái-Internacional                                            |
| Kenya Airways         | Nairobi–Jomo Kenyatta                                          |
| KLM                   | Ámsterdam                                                      |
| Precision Air         | Dar es-Salam, Entebbe, Mwanza, Nairobi–Jomo Kenyatta, Zanzíbar |
| Qatar Airways         | Doha                                                           |
| Regional Air Services | Arusha, Lago Manyara                                           |
| RwandAir              | Kigali                                                         |
| Safarilink Aviation   | Nairobi–Wilson                                                 |
| Turkish Airlines      | Estambul                                                       |
| Uganda Airlines       | Entebbe                                                        |

Notas:

1. ↑  «Air Tanzania resumes Entebbe / Bujumbura service from late-August 2018».
2. ↑  https://www.hoteliermiddleeast.com/hme/30917-flydubai-to-begin-flights-to-kilimanjaro-by-october
3. ↑  Los vuelos de KLM de Kilimanjaro a Ámsterdam paran en Dar es-Salam. Sin embargo, la aerolínea no cuenta con derechos de tráfico para transportar pasajeros solamente entre Kilimanjaro y Dar es-Salam.
4. ↑  Los vuelos de Qatar Airways de Kilimanjaro a Doha paran en Dar es-Salam. Sin embargo, la aerolínea no cuenta con derechos de tráfico para transportar pasajeros solamente entre Kilimanjaro y Dar es-Salam.
5. ↑  «Istanbul New Airport Transition Delayed Until April 5, 2019 (At The Earliest)». 9 de abril de 2019.
6. ↑  Los vuelos de Turkish Airlines de Estambul a Kilimanjaro paran en Zanzíbar. Sin embargo, la aerolínea no cuenta con derechos de tráfico para transportar pasajeros solamente entre Zanzíbar y Kilimanjaro.
7. ↑  Liu, Jim. «Uganda Airlines resumes operation from late-Aug 2019». Routesonline. Consultado el 24 de agosto de 2019.